# Zecchino d'Oro
Lo Zecchino d'Oro è un festival musicale dedicato alla musica per bambini che si tiene annualmente in Italia dal 1959; chiamato anche Festival Internazionale della canzone del bambino, viene trasmesso in un apposito programma televisivo.
È considerato un evento divenuto parte del costume e del patrimonio culturale italiano delle generazioni nate a partire dagli anni sessanta. Tale valore è testimoniato dall'attribuzione, nell'aprile 2008, della targa "Patrimoni per una cultura di pace", consegnata nel corso di una cerimonia organizzata dai Club e Centri UNESCO.
La manifestazione intende favorire la creazione di canzoni per bambini, ovvero stimolare l'impegno dei compositori a realizzare opere destinate al mondo dell'infanzia.
Come viene regolarmente ed esplicitamente sottolineato nel corso della manifestazione, a vincere lo Zecchino d'Oro, così come gli altri riconoscimenti, sono gli autori e compositori delle canzoni, non i bambini che le interpretano; l'unica eccezione a ciò, ad oggi, è Yumiko Ashikawa, partecipante alla 40ª edizione, che scrisse e compose il brano da lei interpretato.

## Storia

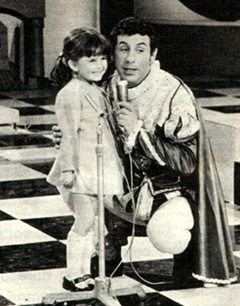
Cino Tortorella e la piccola Barbara Ferigo, interprete della canzone Quarantaquattro gatti.

### Il periodo d'oro (anni '60)
Lo Zecchino d’Oro nasce nel 1959 da un'idea di Cino Tortorella, presentatore conosciuto nell’ambito della TV dei ragazzi per il personaggio del Mago Zurlì.
Anche la musicista milanese Niny Comolli, prima musicista donna dell'Orchestra della RAI, viene citata come ideatrice dello Zecchino d'Oro, quando la manifestazione fu organizzata per la prima volta nella sua Milano. Le prime due edizioni, ancora lontane dalla forma definitiva,  andarono in onda dalla Fiera di Milano. All’inizio di questa avventura, Tortorella porta in scena un nuovo format: una trasmissione televisiva in cui 10 canzoni, scritte appositamente per un pubblico di bambini, si contendono il premio chiamato appunto Zecchino d’Oro. A sostenerlo nell'idea furono alcuni imprenditori che nel 1959 organizzavano alla Triennale di Milano il "Salone del Bambino", e che gli chiesero di inventare una trasmissione per quell'occasione: il risultato fu una sorta di Festival di Sanremo per bambini. Gli organizzatori introdussero l'idea di premiare i bambini con uno zecchino d'oro, mutuando l'idea dalla favola di Pinocchio. La trasmissione andò in onda per la prima volta dal 24 al 26 settembre 1959. A presentare la manifestazione avrebbe dovuto essere il presentatore e autore Tony Martucci, che però non era disponibile. Decise allora di mettersi in gioco in prima persona Tortorella, già conosciuto grazie al programma della tv dei ragazzi Zurlì, il mago del giovedì, in cui interpretava il ruolo del Mago Zurlì. Due mesi dopo, il 20 novembre dello stesso anno, l'Assemblea generale delle Nazioni Unite promulgò la nuova Dichiarazione dei diritti del fanciullo, una coincidenza singolare ma senza dubbio significativa.
La prima edizione dello Zecchino d'Oro alternava alle canzoni una successione di momenti rievocativi (con qualche libera interpretazione) della favola di Pinocchio, sino al momento in cui in scena si faceva rivivere la nascita dell'albero degli zecchini d'oro, da cui il nome della rassegna canora. Una delle canzoni proposte in quella prima edizione, Lettera a Pinocchio (dal famoso incipit Carissimo Pinocchio, amico dei giorni più lieti), dedicata al famoso burattino di legno e scritta da Mario Panzeri, ha conosciuto una straordinaria fortuna anche al di fuori della manifestazione canora ed è stata interpretata poi da Johnny Dorelli.
Nel 1961, a causa di alcuni contratti televisivi scaduti, lo Zecchino d'Oro dovette cercare un'altra sede. Nel corso di un soggiorno a Bologna, Tortorella incontrò i frati minori dell'Antoniano, con i quali era già in rapporti di amicizia, che accettarono di ospitare la rassegna e gli presentarono Mariele Ventre, una musicista frequentatrice della loro parrocchia che avrebbe potuto insegnare le canzoni ai bambini protagonisti della rassegna. Da allora lo Zecchino d'Oro è legato inscindibilmente all'Antoniano, che tuttora organizza e produce la gara canora. Già nel 1962 la popolarità dello Zecchino d'Oro era altissima: giunsero all'Antoniano 216 canzoni per la selezione, lo stesso numero di brani che arrivarono quello stesso anno al Festival di Sanremo.
Nell'ottobre 1963, in seguito al fortissimo desiderio dei bambini partecipanti alle precedenti edizioni, venne l'idea di creare un coro di accompagnamento. Nacque quindi il Piccolo Coro dell'Antoniano, coordinato e diretto da Mariele Ventre (che manterrà tale ruolo fino alla sua scomparsa), composto all'inizio da soli otto coristi (sei bambine e due bambini). Da allora il Piccolo Coro accompagna tutte le canzoni della rassegna. Nello stesso anno, le canzoni presentate allo Zecchino d'Oro iniziarono ad essere incise su disco (allora in vinile a 33 giri).
Nel 1965 la manifestazione si spostò dal cinema teatro dell'Antoniano al neonato studio televisivo, dove si svolse fino al 2023. L'anno seguente i piccoli cantanti, il coro e i frati, insieme a tutti i collaboratori, vennero ricevuti in udienza speciale da papa Paolo VI.
Nel 1969, per la prima volta, la rassegna venne trasmessa in Eurovisione, raggiungendo il record di ascolti di 150 milioni di spettatori, superato quell'anno solo dalla trasmissione televisiva del primo sbarco sulla Luna.
Durante gli anni '60 vengono presentate canzoni che rimarranno nell'immaginario collettivo (oltre alla già citata Lettera a Pinocchio del 1959): Popoff (edizione del 1967), Quarantaquattro gatti, Il valzer del moscerino e Torero Camomillo (tutte del 1968), Volevo un gatto nero (del 1969), Il lungo, il corto e il pacioccone (del 1970).

### Gli anni '70, '80 e '90

32º Zecchino d'Oro del 1989 - La scenografia, il piccolo Coro, Cino Tortorella e Maria Teresa Ruta.

Nonostante il grande successo, nel 1973 la Rai ridusse la trasmissione televisiva della manifestazione alla sola giornata finale (trasmettendo però via radio le giornate precedenti). Nello stesso anno Cino Tortorella abbandonò il costume di scena del Mago Zurlì e per la prima volta i bambini iniziarono a cantare su basi musicali preregistrate (non più dunque eseguite in diretta dall'orchestra).
Nel 1976 la rassegna divenne internazionale: parteciparono 7 canzoni italiane e 7 canzoni straniere. Dalla stessa edizione vennero introdotti anche i due Zecchini d'Argento per la più votata canzone italiana e per la più votata canzone straniera. Il programma assunse così ulteriormente interesse internazionale, aiutato dalla trasmissione in eurovisione e dal patrocinio dell'UNICEF. Quell'anno vennero realizzate due edizioni (ragion per cui il numero risulta maggiore di due edizioni rispetto alla numerazione annuale) e venne spostata la cadenza da primaverile (in prossimità della festa del papà del 19 marzo) ad autunnale (nella terza settimana di novembre). Sempre nel 1976, per la prima volta, lo Zecchino d'Oro venne trasmesso a colori e nel 1981 la Rai tornò a trasmetterne in televisione tutte le puntate.
Dal 1987 al 2000 la puntata conclusiva dello Zecchino d'Oro si svolse in prima serata. Questa usanza rientrerà in vigore con l'edizione 2019. Inoltre, le edizioni sono precedute da un'anteprima, sempre in prima serata, in onda la settimana precedente.
Dal 1991 i ricavi economici della manifestazione sono devoluti ad opere di bene, attraverso una speciale raccolta di fondi chiamata il "Fiore della solidarietà".
Nell'edizione del 1993 vince Il coccodrillo come fa?, canzone che ottenne molto successo.
Nella 38ª edizione del 1995 il coro dell'Antoniano viene diretto per l'ultima volta da Mariele Ventre, che muore prematuramente 20 giorni dopo per complicazioni dovute a un cancro al seno, venendo sostituita dalla sua allieva Sabrina Simoni dall'edizione successiva.

### I cambiamenti dal 2000

45º Zecchino d'Oro (2002) - La scenografia, il piccolo Coro, Sabrina Simoni e il solista Ernesto Schinella.

Dal 2001 l'ultima puntata di ogni edizione non viene più trasmessa in prima serata e Cino Tortorella comincia a delegare sempre più la conduzione ai co-conduttori. La scenografia, inoltre, diventa progressivamente più sobria e minimalista, e si iniziano a utilizzare in studio tecnologie moderne e digitali (uso del computer in studio per le novità in tempo reale, LED-wall sulle pareti dello studio, ecc.).
Nel 2001 il Segretariato Sociale della Rai istituì un premio annuale, intitolato a Mariele Ventre, da assegnare a personalità distintesi per il loro impegno a favore del mondo dell'infanzia.
Nel 2003 viene presentata la canzone Le tagliatelle di nonna Pina, che riesce a ottenere molto successo venendo adottata in alcune trasmissioni.
Dal 2007 (e fino al 2016) non fu più presente Topo Gigio. Sempre nel 2007 lo Zecchino d'Oro festeggiò la sua 50ª edizione e per la prima volta venne introdotto il Telezecchino. Per celebrare le 50 edizioni, il 21 dicembre dello stesso anno venne trasmesso il Gran galà dello Zecchino d'Oro. Nello stesso anno lo Zecchino ha ricevuto dai Club UNESCO il riconoscimento di "Patrimonio per una cultura di pace", prima trasmissione televisiva a ricevere un simile riconoscimento. L'annuncio venne dato durante il "Gran galà dello Zecchino d'Oro"; la cerimonia ufficiale avvenne il 5 aprile 2008 e il Piccolo coro ricevette il riconoscimento in rappresentanza dello Zecchino.
Nel 2008, per la prima volta, oltre allo Zecchino d'Oro ed al Telezecchino vennero introdotti come premi anche lo Zecchino Rosso, Bianco, Blu e Verde, assegnati ogni giorno da una giuria diversa. Il 2008 fu anche l'ultimo anno in cui fu presente lo storico ideatore e presentatore della manifestazione Cino Tortorella.
Nel 2009, in occasione dei 50 anni dello Zecchino d'Oro, il programma venne trasmesso per la prima volta in formato 16:9.
Dal 2016 al 2018, al fine di mantenere il programma più a lungo in palinsesto, la Rai decide di trasmettere lo Zecchino per quattro sabati consecutivi, partendo dal penultimo sabato di novembre e finendo il secondo sabato di dicembre.
Nel 2017, per festeggiare le 60 edizioni dello Zecchino d'Oro, il Piccolo Coro "Mariele Ventre" dell'Antoniano fu invitato come ospite nella terza serata del Festival di Sanremo, dove si esibì in un medley di alcune fra le più note canzoni della storia dello Zecchino.. Il 23 marzo 2017 morì Cino Tortorella, ideatore e presentatore dello Zecchino d'Oro. Sempre nel 2017 ritornò Topo Gigio, storica presenza della trasmissione, dopo un’assenza durata 11 anni. Per festeggiare le 60 edizioni, l’8 dicembre dello stesso anno venne trasmesso uno speciale dal titolo 60 Zecchini, in onda non dagli studi dell’Antoniano di Bologna, ma dagli studi Fabrizio Frizzi (ex-studi DEAR Nomentano) di Roma, dedicato alla memoria di Cino Tortorella e condotto da Carlo Conti, direttore artistico di questa edizione. Da questa edizione la rassegna non è più stata internazionale, ma solo con canzoni italiane.

## Selezione di canzoni e concorrenti
Ogni anno vengono presentate centinaia di canzoni in risposta al bando di concorso emesso dall'Antoniano. Una commissione interna/esterna all'Antoniano si occupa di effettuare una prima scrematura, scegliendo i componimenti giudicati più adatti. Le canzoni selezionate vengono sottoposte al vaglio di una commissione (scelta dall'Antoniano stesso), composta da musicisti, educatori, giornalisti ed operatori del mondo dell'infanzia e in generale da vari esperti che normalmente si occupano di "prodotti culturali" per bambini. A questa giuria è assegnato il compito di ascoltare le 100 canzoni che passano la prima selezione ed eliminare via via le meno gradite finché non si raggiunge accordo sulle canzoni che parteciperanno alla trasmissione. Fino al 2011 questa modalità era valida solo per la scelta delle canzoni italiane, mentre per le canzoni straniere la scelta veniva effettuata direttamente dall'Antoniano.
Gli autori delle canzoni selezionate cedono all'Antoniano i diritti di riproduzione dei pezzi e la metà dei proventi da essi derivanti.
La selezione dei piccoli cantanti avviene in varie fasi, durante un tour che raggiunge le principali città d'Italia. Possono partecipare coloro che abbiano compiuto tre anni di età al momento della selezione e che non compiano undici anni prima dello svolgimento della trasmissione.
I bambini candidati vengono sottoposti ad una audizione a porte chiuse nella quale devono cantare, accompagnati dal pianoforte, una canzone a scelta tra quelle delle passate edizioni dello Zecchino d'Oro, a partire dalla trentesima edizione. Coloro che superano questa prima fase partecipano ad un'ulteriore audizione che si tiene durante uno spettacolo pubblico, dove devono cantare la stessa canzone accompagnati dalla base musicale. Gli interpreti per le canzoni straniere venivano scelti attraverso audizioni separate.
Coloro che superano le selezioni locali partecipano ad una selezione finale presso l'Antoniano di Bologna. La prova consiste nell'interpretazione di due brani, uno melodico ed uno ritmico, scelti tra una rosa di canzoni delle precedenti edizioni. La commissione può così selezionare gli interpreti ritenuti più adatti per i brani che parteciperanno alla trasmissione, che in questa fase sono già stati scelti.

## Il concorso
Durante la trasmissione vengono proposte un totale di 14 canzoni, tra italiane e non italiane (fino all'edizione 2019 erano 12 e in precedenza erano 14, sette italiane e sette straniere e prima sempre 12, sei italiane e sei straniere) che concorrono per vari premi. I bambini sono solo gli interpreti delle canzoni e non concorrono in nessun modo, in quanto la gara si svolge tra le canzoni e non tra i cantanti. La trasmissione si articola nel corso di tre o quattro serate (in precedenza cinque), nelle quali vengono ascoltate le canzoni, assegnati i diversi premi, oltre a lasciare spazio a varie esibizioni per bambini.
I piccoli cantanti sono accompagnati dal Piccolo Coro "Mariele Ventre" dell'Antoniano, diretto da Margherita Gamberini, la cui è anche vocal coach dei bambini solisti.
Il premio principale è proprio lo Zecchino d'Oro. Il premio viene assegnato al termine della serata finale da una giuria composta esclusivamente da bambini, ognuno dei quali può assegnare alla canzone un voto da sei a dieci. Al termine delle votazioni la canzone che ha realizzato il totale più alto derivante dalla somma dei voti ricevuti vince lo Zecchino d'Oro, che viene consegnato all'autore. Nel 2004 è stato introdotto il televoto, che si andava a sommare ai voti dati dalla giuria. Questo sistema è stato abolito nel 2007 con l'introduzione del Telezecchino. In caso di parità tra due canzoni si può ricorrere ad uno spareggio o assegnare il premio ad entrambe le canzoni, a seconda del regolamento di quell'anno. In alcune edizioni le canzoni meno votate nelle puntate precedenti non raggiungevano la serata finale, non concorrendo quindi per il premio principale.
Insieme al premio principale, nel corso degli anni sono stati assegnati altri riconoscimenti collaterali:
- Lo Zecchino d'Argento, assegnato dalla 18ª alla 50ª edizione durante due semifinali, una dedicata alle canzoni italiane e una dedicata alle canzoni straniere. Tale premio ritornerà alla 56ª e 57ª edizione ma concorre per tutte le canzoni in un'unica semifinale. Le modalità di votazione sono identiche a quelle dello Zecchino d'Oro.
- Gli Zecchini Colorati (rosso, bianco, blu e verde), assegnati dalla 51ª alla 55ª edizione, uno per ogni puntata che precede la finale. Le modalità di assegnazione variano a seconda dell'edizione, ma si basano sempre su una giuria composta da bambini.
- Il Telezecchino, assegnato dalla 50ª edizione alla 54ª alla canzone che abbia ricevuto il maggior numero di preferenze da parte dei telespettatori.
- Lo Zecchino Web, assegnato dalla 56ª edizione alla canzone più votata sulla pagina Internet dello Zecchino, come una sorta di versione 2.0 del Telezecchino.
- La targa G d'oro "Sorella Letizia", assegnata dal periodico per ragazzi Il Giornalino dalla 5ª alla 48ª edizione, eccetto nelle edizioni dalla 31ª alla 33ª. Veniva assegnata alla canzone il cui testo meglio esprimeva lo spirito di gioia, fratellanza e amore.

## Edizioni
| Edizione | Anno | Periodo                   | Puntate | Brani | Direzione del coro | Sede                                           | Sede                                                  |
| -------- | ---- | ------------------------- | ------- | ----- | ------------------ | ---------------------------------------------- | ----------------------------------------------------- |
| 1ª       | 1959 | 24 - 26 settembre         | 3       | 10    | Non presente       | Teatro dell'Arte (Triennale di Milano)         | Teatro dell'Arte (Triennale di Milano)                |
| 2ª       | 1960 | 29 settembre - 1º ottobre | 3       | 12    | Non presente       | Sala Cicogna della Fiera (Triennale di Milano) | Sala Cicogna della Fiera (Triennale di Milano)        |
| 3ª       | 1961 | 25 - 27 settembre         | 3       | 12    | Non presente       | Cinema Teatro dell'Antoniano di Bologna        | Cinema Teatro dell'Antoniano di Bologna               |
| 4ª       | 1962 | 6 - 8 aprile              | 3       | 12    | Non presente       | Cinema Teatro dell'Antoniano di Bologna        | Cinema Teatro dell'Antoniano di Bologna               |
| 5ª       | 1963 | 1º - 3 marzo              | 3       | 12    | Mariele Ventre     | Cinema Teatro dell'Antoniano di Bologna        | Cinema Teatro dell'Antoniano di Bologna               |
| 6ª       | 1964 | 28 febbraio - 1º marzo    | 3       | 12    | Mariele Ventre     | Cinema Teatro dell'Antoniano di Bologna        | Cinema Teatro dell'Antoniano di Bologna               |
| 7ª       | 1965 | 19 - 21 marzo             | 3       | 12    | Mariele Ventre     | Antoniano di Bologna                           | Antoniano di Bologna                                  |
| 8ª       | 1966 | 18 - 20 marzo             | 3       | 12    | Mariele Ventre     | Antoniano di Bologna                           | Antoniano di Bologna                                  |
| 9ª       | 1967 | 3 - 5 marzo               | 3       | 12    | Mariele Ventre     | Antoniano di Bologna                           | Antoniano di Bologna                                  |
| 10ª      | 1968 | 17 - 19 marzo             | 3       | 12    | Mariele Ventre     | Antoniano di Bologna                           | Antoniano di Bologna                                  |
| 11ª      | 1969 | 17 - 19 marzo             | 3       | 12    | Mariele Ventre     | Antoniano di Bologna                           | Antoniano di Bologna                                  |
| 12ª      | 1970 | 17 - 19 marzo             | 3       | 12    | Mariele Ventre     | Antoniano di Bologna                           | Antoniano di Bologna                                  |
| 13ª      | 1971 | 19 - 21 marzo             | 3       | 12    | Mariele Ventre     | Antoniano di Bologna                           | Antoniano di Bologna                                  |
| 14ª      | 1972 | 17 - 19 marzo             | 3       | 12    | Mariele Ventre     | Antoniano di Bologna                           | Antoniano di Bologna                                  |
| 15ª      | 1973 | 17 - 19 marzo             | 3       | 12    | Mariele Ventre     | Antoniano di Bologna                           | Antoniano di Bologna                                  |
| 16ª      | 1974 | 17 - 19 marzo             | 3       | 12    | Mariele Ventre     | Antoniano di Bologna                           | Antoniano di Bologna                                  |
| 17ª      | 1975 | 17 - 19 marzo             | 3       | 12    | Mariele Ventre     | Antoniano di Bologna                           | Antoniano di Bologna                                  |
| 18ª      | 1976 | 17 - 19 marzo             | 3       | 14    | Mariele Ventre     | Antoniano di Bologna                           | Antoniano di Bologna                                  |
| 19ª      | 1976 | 25 - 27 novembre          | 3       | 13    | Mariele Ventre     | Antoniano di Bologna                           | Antoniano di Bologna                                  |
| 20ª      | 1977 | 10 - 12 novembre          | 3       | 12    | Mariele Ventre     | Antoniano di Bologna                           | Antoniano di Bologna                                  |
| 21ª      | 1978 | 16 - 18 novembre          | 3       | 12    | Mariele Ventre     | Antoniano di Bologna                           | Antoniano di Bologna                                  |
| 22ª      | 1979 | 15 - 17 novembre          | 3       | 12    | Mariele Ventre     | Antoniano di Bologna                           | Antoniano di Bologna                                  |
| 23ª      | 1980 | 20 - 22 novembre          | 3       | 12    | Mariele Ventre     | Antoniano di Bologna                           | Antoniano di Bologna                                  |
| 24ª      | 1981 | 19 - 21 novembre          | 3       | 12    | Mariele Ventre     | Antoniano di Bologna                           | Antoniano di Bologna                                  |
| 25ª      | 1982 | 18 - 20 novembre          | 3       | 12    | Mariele Ventre     | Antoniano di Bologna                           | Antoniano di Bologna                                  |
| 26ª      | 1983 | 24 - 26 novembre          | 3       | 12    | Mariele Ventre     | Antoniano di Bologna                           | Antoniano di Bologna                                  |
| 27ª      | 1984 | 22 - 24 novembre          | 3       | 12    | Mariele Ventre     | Antoniano di Bologna                           | Antoniano di Bologna                                  |
| 28ª      | 1985 | 21 - 23 novembre          | 3       | 12    | Mariele Ventre     | Antoniano di Bologna                           | Antoniano di Bologna                                  |
| 29ª      | 1986 | 20 - 22 novembre          | 3       | 13    | Mariele Ventre     | Antoniano di Bologna                           | Antoniano di Bologna                                  |
| 30ª      | 1987 | 26 - 29 novembre          | 4       | 12    | Mariele Ventre     | Antoniano di Bologna                           | Antoniano di Bologna                                  |
| 31ª      | 1988 | 24 - 27 novembre          | 4       | 12    | Mariele Ventre     | Antoniano di Bologna                           | Antoniano di Bologna                                  |
| 32ª      | 1989 | 21 - 24 novembre          | 4       | 12    | Mariele Ventre     | Antoniano di Bologna                           | Antoniano di Bologna                                  |
| 33ª      | 1990 | 22 - 25 novembre          | 4       | 12    | Mariele Ventre     | Antoniano di Bologna                           | Antoniano di Bologna                                  |
| 34ª      | 1991 | 21 - 24 novembre          | 4       | 12    | Mariele Ventre     | Antoniano di Bologna                           | Antoniano di Bologna                                  |
| 35ª      | 1992 | 26 - 29 novembre          | 4       | 12    | Mariele Ventre     | Antoniano di Bologna                           | Antoniano di Bologna                                  |
| 36ª      | 1993 | 25 - 28 novembre          | 4       | 14    | Mariele Ventre     | Antoniano di Bologna                           | Antoniano di Bologna                                  |
| 37ª      | 1994 | 24 - 27 novembre          | 4       | 14    | Mariele Ventre     | Antoniano di Bologna                           | Antoniano di Bologna                                  |
| 38ª      | 1995 | 23 - 26 novembre          | 4       | 14    | Mariele Ventre     | Antoniano di Bologna                           | Antoniano di Bologna                                  |
| 39ª      | 1996 | 14 - 17 novembre          | 4       | 14    | Sabrina Simoni     | Antoniano di Bologna                           | Antoniano di Bologna                                  |
| 40ª      | 1997 | 13 - 16 novembre          | 4       | 14    | Sabrina Simoni     | Antoniano di Bologna                           | Antoniano di Bologna                                  |
| 41ª      | 1998 | 26 - 29 novembre          | 4       | 14    | Sabrina Simoni     | Antoniano di Bologna                           | Antoniano di Bologna                                  |
| 42ª      | 1999 | 25 - 28 novembre          | 4       | 14    | Sabrina Simoni     | Antoniano di Bologna                           | Antoniano di Bologna                                  |
| 43ª      | 2000 | 23 - 26 novembre          | 4       | 14    | Sabrina Simoni     | Antoniano di Bologna                           | Antoniano di Bologna                                  |
| 44ª      | 2001 | 20 - 24 novembre          | 5       | 14    | Sabrina Simoni     | Antoniano di Bologna                           | Antoniano di Bologna                                  |
| 45ª      | 2002 | 19 - 23 novembre          | 5       | 14    | Sabrina Simoni     | Antoniano di Bologna                           | Antoniano di Bologna                                  |
| 46ª      | 2003 | 18 - 22 novembre          | 5       | 14    | Sabrina Simoni     | Antoniano di Bologna                           | Antoniano di Bologna                                  |
| 47ª      | 2004 | 16 - 20 novembre          | 5       | 14    | Sabrina Simoni     | Antoniano di Bologna                           | Antoniano di Bologna                                  |
| 48ª      | 2005 | 22 - 26 novembre          | 5       | 14    | Sabrina Simoni     | Antoniano di Bologna                           | Antoniano di Bologna                                  |
| 49ª      | 2006 | 21 - 25 novembre          | 5       | 14    | Sabrina Simoni     | Antoniano di Bologna                           | Antoniano di Bologna                                  |
| 50ª      | 2007 | 20 - 24 novembre          | 5       | 14    | Sabrina Simoni     | Antoniano di Bologna                           | Antoniano di Bologna                                  |
| 51ª      | 2008 | 25 - 29 novembre          | 5       | 12    | Sabrina Simoni     | Antoniano di Bologna                           | Antoniano di Bologna                                  |
| 52ª      | 2009 | 17 - 21 novembre          | 5       | 12    | Sabrina Simoni     | Antoniano di Bologna                           | Antoniano di Bologna                                  |
| 53ª      | 2010 | 16 - 20 novembre          | 5       | 12    | Sabrina Simoni     | Antoniano di Bologna                           | Antoniano di Bologna                                  |
| 54ª      | 2011 | 15 - 19 novembre          | 5       | 12    | Sabrina Simoni     | Antoniano di Bologna                           | Antoniano di Bologna                                  |
| 55ª      | 2012 | 20 - 24 novembre          | 5       | 12    | Sabrina Simoni     | Antoniano di Bologna                           | Antoniano di Bologna                                  |
| 56ª      | 2013 | 19 - 23 novembre          | 5       | 12    | Sabrina Simoni     | Antoniano di Bologna                           | Antoniano di Bologna                                  |
| 57ª      | 2014 | 25 - 29 novembre          | 5       | 12    | Sabrina Simoni     | Antoniano di Bologna                           | Antoniano di Bologna                                  |
| 58ª      | 2015 | 17 - 21 novembre          | 5       | 12    | Sabrina Simoni     | Antoniano di Bologna                           | Antoniano di Bologna                                  |
| 59ª      | 2016 | 19 novembre - 10 dicembre | 4       | 12    | Sabrina Simoni     | Antoniano di Bologna                           | Antoniano di Bologna                                  |
| 60ª      | 2017 | 18 novembre - 9 dicembre  | 4       | 12    | Sabrina Simoni     | Antoniano di Bologna                           | Antoniano di Bologna                                  |
| 61ª      | 2018 | 10 novembre - 1º dicembre | 4       | 12    | Sabrina Simoni     | Antoniano di Bologna                           | Antoniano di Bologna                                  |
| 62ª      | 2019 | 4 - 7 dicembre            | 4       | 12    | Sabrina Simoni     | Antoniano di Bologna                           | Unipol Arena                                          |
| 63ª      | 2021 | 30 maggio                 | 1       | 14    | Sabrina Simoni     | Antoniano di Bologna                           | Studio 3 degli studi televisivi Fabrizio Frizzi, Roma |
| 64ª      | 2021 | 3 - 5 dicembre            | 3       | 14    | Sabrina Simoni     | Antoniano di Bologna                           | Antoniano di Bologna                                  |
| 65ª      | 2022 | 22 - 24 dicembre          | 3       | 14    | Sabrina Simoni     | Antoniano di Bologna                           | Antoniano di Bologna                                  |
| 66ª      | 2023 | 1º - 3 dicembre           | 3       | 14    | Sabrina Simoni     | Antoniano di Bologna                           | Antoniano di Bologna                                  |
| 67ª      | 2024 | 29 novembre - 1º dicembre | 3       | 14    | Sabrina Simoni     | Antoniano di Bologna                           | Antoniano di Bologna                                  |

## Conduzione
L'ideatore della trasmissione Cino Tortorella ne è stato per decenni anche il conduttore, fino al 1972 nei panni del Mago Zurlì: in totale ha presentato 51 edizioni dello Zecchino d'Oro, l'ultima delle quali è stata quella del 2008. Nel 2009 dovette lasciare la conduzione per via di un contenzioso con l'Antoniano. Veronica Maya ha condotto la manifestazione per 9 edizioni dal 2006 al 2014, Maria Teresa Ruta per 6 edizioni dal 1989 al 1994. Il direttore artistico della rassegna dal 2017, Carlo Conti, ha anche presentato 6 edizioni. 
| Edizione | Conduzione e Co-conduzione | Conduzione e Co-conduzione | Conduzione e Co-conduzione | Conduzione e Co-conduzione | Conduzione e Co-conduzione | Conduzione e Co-conduzione | Conduzione e Co-conduzione | Conduzione e Co-conduzione |
| -------- | -------------------------- | -------------------------- | -------------------------- | -------------------------- | -------------------------- | -------------------------- | -------------------------- | -------------------------- |
| 1ª       | Mago Zurlì                 | Mago Zurlì                 | Mago Zurlì                 | Mago Zurlì                 | Mago Zurlì                 | Mago Zurlì                 | Mago Zurlì                 | Mago Zurlì                 |
| 2ª       | Mago Zurlì                 | Mago Zurlì                 | Mago Zurlì                 | Mago Zurlì                 | Mago Zurlì                 | Mago Zurlì                 | Mago Zurlì                 | Mago Zurlì                 |
| 3ª       | Mago Zurlì                 | Mago Zurlì                 | Mago Zurlì                 | Mago Zurlì                 | Mago Zurlì                 | Mago Zurlì                 | Mago Zurlì                 | Mago Zurlì                 |
| 4ª       | Mago Zurlì                 | Mago Zurlì                 | Mago Zurlì                 | Mago Zurlì                 | Mago Zurlì                 | Mago Zurlì                 | Mago Zurlì                 | Mago Zurlì                 |
| 5ª       | Mago Zurlì                 | Mago Zurlì                 | Mago Zurlì                 | Mago Zurlì                 | Mago Zurlì                 | Mago Zurlì                 | Mago Zurlì                 | Mago Zurlì                 |
| 6ª       | Mago Zurlì                 | Mago Zurlì                 | Mago Zurlì                 | Mago Zurlì                 | Mago Zurlì                 | Mago Zurlì                 | Mago Zurlì                 | Mago Zurlì                 |
| 7ª       | Mago Zurlì                 | Mago Zurlì                 | Mago Zurlì                 | Mago Zurlì                 | Mago Zurlì                 | Mago Zurlì                 | Mago Zurlì                 | Mago Zurlì                 |
| 8ª       | Mago Zurlì                 | Mago Zurlì                 | Mago Zurlì                 | Mago Zurlì                 | Mago Zurlì                 | Mago Zurlì                 | Mago Zurlì                 | Mago Zurlì                 |
| 9ª       | Mago Zurlì                 | Mago Zurlì                 | Mago Zurlì                 | Mago Zurlì                 | Mago Zurlì                 | Mago Zurlì                 | Mago Zurlì                 | Mago Zurlì                 |
| 10ª      | Mago Zurlì                 | Mago Zurlì                 | Mago Zurlì                 | Mago Zurlì                 | Mago Zurlì                 | Mago Zurlì                 | Mago Zurlì                 | Mago Zurlì                 |
| 11ª      | Mago Zurlì                 | Mago Zurlì                 | Mago Zurlì                 | Mago Zurlì                 | Mago Zurlì                 | Mago Zurlì                 | Mago Zurlì                 | Mago Zurlì                 |
| 12ª      | Mago Zurlì                 | Mago Zurlì                 | Mago Zurlì                 | Mago Zurlì                 | Mago Zurlì                 | Mago Zurlì                 | Mago Zurlì                 | Mago Zurlì                 |
| 13ª      | Mago Zurlì                 | Mago Zurlì                 | Mago Zurlì                 | Mago Zurlì                 | Mago Zurlì                 | Mago Zurlì                 | Mago Zurlì                 | Mago Zurlì                 |
| 14ª      | Mago Zurlì                 | Mago Zurlì                 | Mago Zurlì                 | Mago Zurlì                 | Mago Zurlì                 | Mago Zurlì                 | Mago Zurlì                 | Mago Zurlì                 |
| 15ª      | Cino Tortorella            |                            |                            |                            |                            |                            |                            |                            |
| 16ª      | Cino Tortorella            |                            |                            |                            |                            |                            |                            |                            |
| 17ª      | Cino Tortorella            |                            |                            |                            |                            |                            |                            |                            |
| 18ª      | Cino Tortorella            |                            |                            |                            |                            |                            |                            |                            |
| 19ª      | Cino Tortorella            |                            |                            |                            |                            |                            |                            |                            |
| 20ª      | Cino Tortorella            |                            |                            |                            |                            |                            |                            |                            |
| 21ª      | Cino Tortorella            |                            |                            |                            |                            |                            |                            |                            |
| 22ª      | Cino Tortorella            |                            |                            |                            |                            |                            |                            |                            |
| 23ª      | Cino Tortorella            |                            |                            |                            |                            |                            |                            |                            |
| 24ª      | Cino Tortorella            |                            |                            |                            |                            |                            |                            |                            |
| 25ª      | Cino Tortorella            |                            |                            |                            |                            |                            |                            |                            |
| 26ª      | Cino Tortorella            |                            |                            |                            |                            |                            |                            |                            |
| 27ª      | Cino Tortorella            |                            |                            |                            |                            |                            |                            |                            |
| 28ª      | Cino Tortorella            |                            |                            |                            |                            |                            |                            |                            |
| 29ª      | Cino Tortorella            |                            |                            |                            |                            |                            |                            |                            |
| 30ª      | Cino Tortorella            | Dorina Vaccaroni           | Dorina Vaccaroni           | Dorina Vaccaroni           | Dorina Vaccaroni           | Dorina Vaccaroni           | Dorina Vaccaroni           | Dorina Vaccaroni           |
| 31ª      | Cino Tortorella            |                            |                            |                            |                            |                            |                            |                            |
| 32ª      | Cino Tortorella            | Maria Teresa Ruta          | Maria Teresa Ruta          | Maria Teresa Ruta          |                            |                            |                            |                            |
| 33ª      | Cino Tortorella            | Maria Teresa Ruta          | Maria Teresa Ruta          | Maria Teresa Ruta          | Livia Azzariti             | Livia Azzariti             | Livia Azzariti             | Livia Azzariti             |
| 34ª      | Cino Tortorella            | Maria Teresa Ruta          | Maria Teresa Ruta          | Maria Teresa Ruta          |                            |                            |                            |                            |
| 35ª      | Cino Tortorella            | Maria Teresa Ruta          | Maria Teresa Ruta          | Maria Teresa Ruta          | Chiara Tortorella          | Chiara Tortorella          | Chiara Tortorella          | Chiara Tortorella          |
| 36ª      | Cino Tortorella            | Maria Teresa Ruta          | Maria Teresa Ruta          | Maria Teresa Ruta          |                            |                            |                            |                            |
| 37ª      | Cino Tortorella            | Maria Teresa Ruta          | Maria Teresa Ruta          | Maria Teresa Ruta          |                            |                            |                            |                            |
| 38ª      | Cino Tortorella            | Elisabetta Ferracini       | Elisabetta Ferracini       | Elisabetta Ferracini       | Mauro Serio                | Mauro Serio                | Mauro Serio                | Mauro Serio                |
| 39ª      | Cino Tortorella            | Paola Perego               | Paola Perego               | Paola Perego               | Paola Perego               | Paola Perego               | Paola Perego               | Paola Perego               |
| 40ª      | Cino Tortorella            | Anna Falchi                | Anna Falchi                | Anna Falchi                | Mauro Serio                | Mauro Serio                | Chiara Tortorella          | Giancarlo Magalli          |
| 41ª      | Cino Tortorella            | Cristina D'Avena           | Cristina D'Avena           | Cristina D'Avena           | Giorgio Comaschi           | Giorgio Comaschi           | Giorgio Comaschi           | Milly Carlucci             |
| 42ª      | Cino Tortorella            | Cristina D'Avena           | Cristina D'Avena           | Cristina D'Avena           | Giorgio Comaschi           | Giorgio Comaschi           | Giorgio Comaschi           | Milly Carlucci             |
| 43ª      | Cino Tortorella            | Cristina D'Avena           | Cristina D'Avena           | Cristina D'Avena           | Ettore Bassi               | Pino Insegno               | Roberto Ciufoli            | Milly Carlucci             |
| 44ª      | Cino Tortorella            | Monica Leofreddi           | Monica Leofreddi           | Monica Leofreddi           | Ettore Bassi               | Ettore Bassi               | Ettore Bassi               | Ettore Bassi               |
| 45ª      | Cino Tortorella            | Heather Parisi             | Heather Parisi             | Heather Parisi             | Ilaria Spada               | Ilaria Spada               | Ilaria Spada               | Ilaria Spada               |
| 46ª      | Cino Tortorella            | Heather Parisi             | Heather Parisi             | Heather Parisi             | Francesco Salvi            | Francesco Salvi            | Michael Cadeddu            | Michael Cadeddu            |
| 47ª      | Cino Tortorella            | Roberto Ciufoli            | Roberto Ciufoli            | Cristina Chiabotto         | Cristina Chiabotto         | Dario Di Tursi             | Dario Di Tursi             | Geronimo Stilton           |
| 48ª      | Cino Tortorella            | Tosca D'Aquino             | Francesco Salvi            | Anna Munafò                | Pippo Baudo                | Mara Venier                | Luisa Corna                | Massimo Giletti            |
| 49ª      | Cino Tortorella            | Veronica Maya              | Nino Frassica              | Alex Polidori              | Nancy Brilli               | Lorena Bianchetti          | Matilde Brandi             | Anna Falchi                |
| 50ª      | Cino Tortorella            | Veronica Maya              | Chiara Tortorella          | Francesco Salvi            | Massimo Giletti            | Lorena Bianchetti          | Veronica Pivetti           | Gabriele Cirilli           |
| 51ª      | Cino Tortorella            | Veronica Maya              | Paolo Conticini            | Paolo Conticini            | Paolo Conticini            | Paolo Conticini            | Paolo Conticini            | Paolo Conticini            |
| 52ª      | Veronica Maya              | Veronica Maya              | Paolo Conticini            | Paolo Conticini            | Paolo Conticini            | Paolo Conticini            | Paolo Conticini            | Paolo Conticini            |
| 53ª      | Veronica Maya              | Veronica Maya              | Pino Insegno               | Pino Insegno               | Pino Insegno               | Pino Insegno               | Pino Insegno               | Pino Insegno               |
| 54ª      | Veronica Maya              | Veronica Maya              | Pino Insegno               | Pino Insegno               | Pino Insegno               | Pino Insegno               | Pino Insegno               | Pino Insegno               |
| 55ª      | Veronica Maya              | Veronica Maya              | Pino Insegno               | Pino Insegno               | Pino Insegno               | Pino Insegno               | Pino Insegno               | Pino Insegno               |
| 56ª      | Veronica Maya              | Veronica Maya              | Pino Insegno               | Pino Insegno               | Pino Insegno               | Pino Insegno               | Pino Insegno               | Pino Insegno               |
| 57ª      | Veronica Maya              | Veronica Maya              | Paolo Conticini            | Paolo Conticini            | Marisa Laurito             | Gianni Ippoliti            | Gabriella Germani          | Andrea Lucchetta           |
| 58ª      | Cristèl Carrisi            | Cristèl Carrisi            | Flavio Montrucchio         | Flavio Montrucchio         | Flavio Montrucchio         | Flavio Montrucchio         | Flavio Montrucchio         | Flavio Montrucchio         |
| 59ª      | Francesca Fialdini         | Francesca Fialdini         | Giovanni Caccamo           | Giovanni Caccamo           | Giovanni Caccamo           | Giovanni Caccamo           | Giovanni Caccamo           | Giovanni Caccamo           |
| 60ª      | Francesca Fialdini         | Francesca Fialdini         | Gigi e Ross                | Gigi e Ross                | Gigi e Ross                | Cristina D'Avena           | Cristina D'Avena           | Cristina D'Avena           |
| 61ª      | Francesca Fialdini         | Francesca Fialdini         | Gigi e Ross                | Gigi e Ross                | Gigi e Ross                | Cristina D'Avena           | Cristina D'Avena           | Cristina D'Avena           |
| 62ª      | Antonella Clerici          | Antonella Clerici          | Antonella Clerici          | Antonella Clerici          | Carlo Conti                | Carlo Conti                | Carlo Conti                | Carlo Conti                |
| 63ª      | Mara Venier                | Mara Venier                | Mara Venier                | Mara Venier                | Carlo Conti                | Carlo Conti                | Carlo Conti                | Carlo Conti                |
| 64ª      | Francesca Fialdini         | Francesca Fialdini         | Paolo Conticini            | Paolo Conticini            | Carlo Conti                | Carlo Conti                | Carlo Conti                | Carlo Conti                |
| 65ª      | Francesca Fialdini         | Francesca Fialdini         | Paolo Conticini            | Paolo Conticini            | Carlo Conti                | Carlo Conti                | Carlo Conti                | Carlo Conti                |
| 66ª      | Carolina Benvenga          | Carolina Benvenga          | Andrea Dianetti            | Andrea Dianetti            | Carlo Conti                | Carlo Conti                | Carlo Conti                | Carlo Conti                |
| 67ª      | Carolina Benvenga          | Carolina Benvenga          | Lorenzo Baglioni           | Lorenzo Baglioni           | Carlo Conti                | Carlo Conti                | Carlo Conti                | Carlo Conti                |

Statistiche
| Nº ed. | Conduttore           | Edizioni                    |
| ------ | -------------------- | --------------------------- |
| 51     | Cino Tortorella      | 1959-2008                   |
| 9      | Veronica Maya        | 2006-2014                   |
| 6      | Carlo Conti          | 2019-2024                   |
| 6      | Maria Teresa Ruta    | 1989-1994                   |
| 5      | Cristina D'Avena     | 1998-2000, 2017-2018        |
| 5      | Pino Insegno         | 2000, 2010-2013             |
| 5      | Francesca Fialdini   | 2016-2018, 2021-2022        |
| 5      | Paolo Conticini      | 2008, 2009, 2014, 2021-2022 |
| 3      | Chiara Tortorella    | 1992, 1997, 2007            |
| 3      | Milly Carlucci       | 1998-2000                   |
| 3      | Francesco Salvi      | 2003, 2005, 2007            |
| 2      | Mauro Serio          | 1995, 1997                  |
| 2      | Anna Falchi          | 1997, 2006                  |
| 2      | Giorgio Comaschi     | 1998, 1999                  |
| 2      | Roberto Ciufoli      | 2000, 2004                  |
| 2      | Ettore Bassi         | 2000, 2001                  |
| 2      | Heather Parisi       | 2002, 2003                  |
| 2      | Mara Venier          | 2005, 2021                  |
| 2      | Massimo Giletti      | 2005, 2007                  |
| 2      | Lorena Bianchetti    | 2006, 2007                  |
| 2      | Gigi e Ross          | 2017, 2018                  |
| 2      | Carolina Benvenga    | 2023, 2024                  |
| 1      | Dorina Vaccaroni     | 1987                        |
| 1      | Livia Azzariti       | 1990                        |
| 1      | Elisabetta Ferracini | 1995                        |
| 1      | Paola Perego         | 1996                        |
| 1      | Giancarlo Magalli    | 1997                        |
| 1      | Monica Leofreddi     | 2001                        |
| 1      | Ilaria Spada         | 2002                        |
| 1      | Michael Cadeddu      | 2003                        |
| 1      | Cristina Chiabotto   | 2004                        |
| 1      | Dario Di Tursi       | 2004                        |
| 1      | Tosca D'Aquino       | 2005                        |
| 1      | Anna Munafò          | 2005                        |
| 1      | Pippo Baudo          | 2005                        |
| 1      | Luisa Corna          | 2005                        |
| 1      | Nino Frassica        | 2006                        |
| 1      | Alex Polidori        | 2006                        |
| 1      | Nancy Brilli         | 2006                        |
| 1      | Matilde Brandi       | 2006                        |
| 1      | Veronica Pivetti     | 2007                        |
| 1      | Gabriele Cirilli     | 2007                        |
| 1      | Pupo                 | 2007                        |
| 1      | Marisa Laurito       | 2014                        |
| 1      | Gabriella Germani    | 2014                        |
| 1      | Andrea Lucchetta     | 2014                        |
| 1      | Gianni Ippoliti      | 2014                        |
| 1      | Cristel Carrisi      | 2015                        |
| 1      | Flavio Montrucchio   | 2015                        |
| 1      | Giovanni Caccamo     | 2016                        |
| 1      | Antonella Clerici    | 2019                        |
| 1      | Andrea Dianetti      | 2023                        |
| 1      | Lorenzo Baglioni     | 2024                        |

## Personaggi
Tra i personaggi che hanno acquistato notorietà grazie a questa trasmissione televisiva, si ricordano:
- La co-ideatrice Niny Comolli, deceduta nel 2010.
- Romolo Siena, il regista della prima edizione, deceduto nel 2004.
- L'ideatore della manifestazione e primo presentatore Cino Tortorella, che l'ha presentata fino al 2008, deceduto nel 2017.
- L'animatrice, creatrice e direttrice del Piccolo Coro dell'Antoniano, Mariele Ventre, deceduta nel 1995.
- L'ideatrice di Topo Gigio, Maria Perego, deceduta nel 2019.
- Richetto, lo "scolaro estremamente bocciato", personaggio ricorrente interpretato da Peppino Mazzullo fino al 1973.
- Il personaggio del Mago Zurlì (impersonato da Cino Tortorella fino al 1972).
- Il pupazzo Topo Gigio (doppiato da Peppino Mazzullo fino al 2006).
- Sabrina Simoni, allieva di Mariele Ventre, alla quale è subentrata alla direzione del coro dell'Antoniano dal 1996 al 2024.
- Stefano Nanni, il direttore del coro delle Verdi Note dell'Antoniano dal 2002 fino al 2019 e da gennaio a marzo 2025 direttore del Piccolo Coro dell'Antoniano.
- I Buffycats, i personaggi principali del cartone 44 gatti, che prendono parte alla trasmissione dal 2018.
- Margherita Gamberini, direttrice del Piccolo Coro dell'Antoniano da marzo 2025.

### Piccoli cantanti
Tra i piccoli partecipanti allo Zecchino d'Oro vanno ricordati:
- Giusi Guercilena, interprete nel 1959 di Lettera a Pinocchio, canzone più a lungo ricordata, e Quartetto, canzone vincitrice del 1º Zecchino d’Oro.
- Loredana Taccani, interprete nel 1959 di Lettera a Pinocchio, canzone più a lungo ricordata.
- Gian Marco Gualandi, interprete nel 1964 di Da grande voglio fare, divenuto autore di molte canzoni tra le quali la celebre Le tagliatelle di nonna Pina.
- Viviana Stucchi, che nella sesta edizione del 1964 interpretò Il pulcino ballerino, brano dello zecchino che ha venduto il maggior numero di copie.
- Walter Brugiolo, che dopo aver partecipato nel 1967 interpretando il brano vincitore Popoff divenne personaggio popolarissimo partecipando come protagonista a diverse pubblicità trasmesse da Carosello e recitando da comprimario in vari film.
- Cristina D'Avena, che nel 1968 interpretò Il valzer del moscerino e che nel 1971 interpretò È fuggito l'agnellino e successivamente, dopo aver fatto parte per diversi anni del Piccolo Coro dell'Antoniano, acquisì grande notorietà grazie alle numerose sigle di cartoni animati da lei cantate, ed è diventata un'ospite ricorrente in molte altre edizioni e trasmissioni legate al concorso.
- Barbara Ferigo, che nel 1968 interpretò il brano vincitore Quarantaquattro gatti, uno dei brani più celebri della trasmissione, tanto celebre che nel 2018 venne prodotta una serie animata ispirata al brano.
- Maria Sole Tognazzi, figlia dell'attore Ugo Tognazzi, che partecipò nel 1976 con Show nella foresta, fu presentata sul palco con il nome di Maria Sole per evitare favoritismi. Oggi è una regista cinematografica.
- Clarissa D'Avena, che nel 1978 interpretò E l'arca navigava, è la sorella minore di Cristina D'Avena e, come lei, divenne parte del Piccolo Coro dell'Antoniano per qualche anno.
- Diana Yamile Rubio Vásquez, interprete nel 1984 di Per me cantare è un gioco, brano che ha ottenuto il massimo punteggio in quella edizione.
- Filippo Gasparre, interprete nel 1991 di Monta in mountain-bike, brano che ha ottenuto il massimo punteggio in quella edizione.
- Elisa Pucci, che nel 1992 interpretò Luccioletta, dove sei?, ha intrapreso in seguito la carriera di cantautrice, partecipando anche alla nona edizione di X Factor Italia (2015) con il suo gruppo, i Moseek, e poi come solista con lo pseudonimo Mille dal 2020.
- Gabriele Patriarca, che nel 1993 interpretò il brano vincente Il coccodrillo come fa?, è diventato un noto doppiatore di film e cartoni animati.
- Leonardo Curcio, interprete nel 1994 di Metti la canottiera, brano che ha ottenuto il massimo punteggio in quella edizione.
- Evgenija Otradnych, che ha rappresentato la Russia nel 1995 interpretando Il sole verrà (brano vincitore), l'ultima interprete diretta da Mariele Ventre.
- Yumiko Ashikawa, rappresentante del Giappone, interprete nel 1997 di La pioggia, di cui è autrice (in lingua originale), l'unica nella storia dello Zecchino d’Oro.
- Emily Meade, interprete nel 1997 di Sottosopra è oggi un'attrice di successo negli Stati Uniti.
- Ylenia Recchia, che nel 1997 interpretò Il Katalicammello, che è diventato uno dei brani più famosi dello Zecchino d'Oro, tanto popolare che ne hanno tratto un ballo.
- Hala al Sabbagh, rappresentante della Siria e interprete nel 1998 di La Terraluna, l'ultimo brano straniero a vincere lo Zecchino d'Oro, al quale hanno dato il nome ad una trasmissione legata al programma.
- Stefano Maiuolo, che nel 1998 interpretò Batti cinque (4/4 di silenzio), ha poi partecipato nel 2009 alla nona edizione di Amici di Maria De Filippi
- Ernesto Schinella, che partecipò nel 2002 con Il ramarro con tre erre, e che divenne poi famoso dopo aver partecipato come giovane cantante al programma Ti lascio una canzone ed aver presentato poco dopo assieme a Pupo il programma Volami nel cuore.
- Ottavia Dorrucci, interprete nel 2003 della canzone vincitrice Le tagliatelle di nonna Pina, brano divenuto famosissimo negli anni a seguire.
- Aljaksej Žyhalkovič, che ha rappresentato la Bielorussia nel 2005 interpretando Lo zio Bè, ha in seguito vinto lo Junior Eurovision Song Contest 2007.
- Virgilia Siddi, interprete nel 2007 di Ma che mondo l'acquario, brano che ha ottenuto il massimo punteggio in quella edizione.
- Alice Risolino, che nel 2008 interpretò la canzone vincitrice Le piccole cose belle, ha poi partecipato e vinto con l'intero cast dei ragazzi al programma Ti lascio una canzone.
- Fiamma Boccia, che nel 2013 ha cantato Ninnaneve, è poi stata scelta per rappresentare l'Italia al Junior Eurovision Song Contest 2016, classificandosi al terzo posto.
- Nicole Marzaroli, che nel 2017 ha cantato L'anisello Nunù, il cui personaggio titolare è diventato la mascotte ufficiale della trasmissione, a partire dal 2021.
- Olga Rui Marchiò, che nel 2017 interpretò Radio Giungla, ha recitato nel 2019 nel film che narra le origini dello Piccolo Coro, I ragazzi dello Zecchino d'Oro.
- Carlo Antonio Fortino, che nel 2019 ha cantato L'inno del girino, ha poi partecipato e vinto nel programma All Together Now Kids.

### Registi
- 1959: Romolo Siena
- 1960: Maria Maddalena Yon
- 1961-1963, 1965, 1971: Lyda C. Ripandelli
- 1964: Alberto Gagliardelli
- 1966: Beppe Recchia
- 1967, 1970, 1972-1975: Eugenio Giacobino
- 1968: Carla Ragionieri
- 1969, 1976-1978, 1981: Fernanda Turvani
- 1979-1980: Giuliano Nicastro
- 1982: Enrico Vincenti
- 1983: Ezio Pecora
- 1984: Fausto Dall'Olio
- 1985: Clelio Regazzi
- 1986: Mario Caiano
- 1987-1989, 1992: Adolfo Lippi
- 1990: Tonino Nieddu
- 1991, 1993-1994, 1996-2001: Furio Angiolella
- 1995: Marco Aleotti
- 2002-2011: Maurizio Ventriglia
- 2012-2015: Igor Skofic
- 2016-2018: Roberto Croce
- 2019, 2021-2024: Maurizio Pagnussat
- 2021: Flavia Unfer

## Critiche
Le prime critiche al programma arrivarono nel 1970, quando la trasmissione fu accusata di "incoraggiare il divismo infantile". L'Antoniano recepì la critica e dall'edizione successiva venne superato definitivamente il concetto dell'interprete della canzone come protagonista, per favorire invece l'idea di "gioco-spettacolo corale", dove i bambini sono tutti vincitori e sono le canzoni a sfidarsi.
Nel 1997 il programma è stato al centro di una polemica sollevata da Striscia la notizia su un presunto trucco nella scelta della canzone vincitrice, che sarebbe stata scelta prima della finale e indipendentemente dal verdetto della giuria. Il tutto partiva da un video pervenuto alla redazione del telegiornale satirico in cui si vedeva Cino Tortorella parlare a Mattia Pisanu (interprete di Un bambino terribile, canzone vincitrice della 40ª edizione) dicendogli «Sei contento se vinci tu stasera?». Tortorella ha difeso la trasmissione mostrando la versione integrale dello stesso video, in cui si vedeva che la stessa domanda era posta a tutti i bambini partecipanti al centro di un discorso nel quale Tortorella, come era sua abitudine, spiegava loro che a vincere o a perdere era solo la canzone e non il cantante, e che quindi non si dovevano preoccupare di una loro eventuale sconfitta in quanto i bambini erano tutti vincitori. In seguito, Striscia la notizia ha avanzato l'ipotesi che il video, arrivato anonimo alla redazione, fosse stato inviato dallo stesso Tortorella, che ha fermamente smentito, querelando il programma e dichiarando che un eventuale risarcimento danni sarebbe stato devoluto per i terremotati di Umbria e Marche.
Nel 2003 un autore ha inviato una lettera al settimanale TV Sorrisi e Canzoni per manifestare il suo disappunto per il fatto che un brano da lui presentato per la trasmissione non fosse stato selezionato. In particolare la lettera poneva l'accento sul fatto che alcuni autori fossero presenti in quasi tutte le edizioni degli ultimi dieci anni, mettendo quindi in dubbio la correttezza delle operazioni di selezione, sottolineando anche come la partecipazione al bando fosse a pagamento. Alla lettera ha risposto la giornalista Fernanda Pirani, che ha partecipato per il settimanale alle selezioni per diversi anni. La giornalista ha descritto il sistema di selezione utilizzato (affidato ad una giuria esterna all'Antoniano) garantendone la correttezza e ha spiegato la ricorrenza di certi nomi con il fatto che quelli che sono ormai affermati professionisti del mondo della musica per bambini siano in grado di produrre brani migliori più adatti alla trasmissione.
Nel 2005, Striscia la notizia ha accusato l'Antoniano di porre come condizione per la partecipazione allo Zecchino l'acquisto da parte della famiglia del bambino delle enciclopedie della casa editrice SEI, realizzate dalla San Paolo. Nel 2009, quando Striscia tornò sul caso, Cino Tortorella replicò dicendo che l'acquisto delle enciclopedie non era in alcun modo obbligatorio e chi le acquistava non era in nessun modo avvantaggiato nelle selezioni rispetto a chi non lo faceva, anche se alcuni venditori avevano fatto intendere questo ad alcune famiglie. Le Edizioni San Paolo erano semplicemente lo sponsor del programma, e come tale gli veniva consentito di vendere i loro prodotti durante le selezioni.
Nello stesso anno però è stato lo stesso Tortorella (che in passato aveva già polemizzato con i vertici Rai in occasione dell'esclusione di Topo Gigio) ad attaccare la trasmissione, sostenendo che a causa del comportamento dell'Antoniano la Rai stava cancellando tutte le trasmissioni legate all'Antoniano stesso, e che presto sarebbe toccato anche allo Zecchino d'Oro. Per tali motivi il conduttore e ideatore della trasmissione ha intentato una causa per "danni morali" all'Antoniano, con l'intento dichiarato di riavere i diritti televisivi della trasmissione al fine di risollevarne le sorti. Questo ha portato alla sua esclusione dalla partecipazione alla trasmissione. Contestualmente la CISL aveva lanciato un allarme su una possibile chiusura del centro di produzione dell'Antoniano.
Nel 2010, Tortorella è tornato ad attaccare lo Zecchino d'Oro nella trasmissione Mattina in famiglia. Durante la puntata andata in onda il 21 novembre 2010, il conduttore si è espresso in maniera molto critica sulle ultime edizioni dello Zecchino d'Oro, in particolare sulla 53ª, conclusasi il giorno precedente, dicendo: «Questo non è lo Zecchino d'Oro, lo Zecchino ha smesso di esser d'oro quando è morta Mariele, è diventato d'argento, è diventato di bronzo quando hanno mandato via padre Berardo, poi quando hanno mandato via Topo Gigio è diventato di stagno e poi quando hanno mandato via quello che lo ha fatto (riferendosi a se stesso n.d.r.) è diventato di latta; questo è lo zecchino di latta.»
Nella stessa puntata, Gabriele Patriarca, (interprete de "Il coccodrillo come fa", canzone vincitrice della 36ª edizione), ha affermato che l'edizione ha il sapore di "minestra riscaldata", pur apprezzando l'inserimento di Pino Insegno.

## Altre trasmissioni
Nel corso degli anni l'Antoniano ha prodotto diverse trasmissioni legate allo Zecchino d'Oro, in particolare in occasione del Natale.

### Trasmissioni legate al Natale
- Cartoline d'auguri (Programma Nazionale, 1965)
- La Befana vien di notte (Programma Nazionale, 1966)
- Tutte le feste si porta via (Programma Nazionale, 1969)
- Cosa t'ha portato il bambino?  (Programma Nazionale, 1969)
- Feste, festaioli e guastafeste (Programma Nazionale, 1969)
- Canta con Noi (Programma Nazionale, 1971)
- Lasciati dire Buon Natale (Rai 1, 1976)
- Speciale Natale (Rai 1, 1985)
- Buon Natale a tutto il mondo (Rai 1, 1986-1992, 1995-2001, 2003)
- Natale a Piazza Navona con Disney e mille bambini (Rai 1, 1986)
- I bambini cantano il Natale (Rai 1, 1993)
- L'Attesa (Rai 1, 1987-2001, 2015-2021)
- La Canzone del Cuore (Rai 1, 2002-2005)
- Natale con Topo Gigio (Rai 1, 2002)
- Buon Natale a tutto il Mondo (Rai 1, 2003)
- Natale da Favola (Rai 1, 2004-2009)
- Aspettando il Natale (Rai 1, 2006-2008)
- Natale con lo Zecchino (Rai 1, 2009)
- È quasi Natale (Rai 1, 2010-2011)
- Magico Natale (Rai 1, 2010-2011)
- Natale in Casa Zecchino (Rai 1, 2012)
- Buon Natale con lo Zecchino (Rai 1, 2012)
- Natale con Yoyo - Le piccole cose belle del Natale (Rai Yoyo, 2013)
- Natale da Ama...re, (Rai 1, 2013)
- La Grande Magia del Natale (Rai 1, 2013)
- Vigilia in Famiglia (Rai 1, 2014)
- Un Natale d'Oro Zecchino (Rai 1, 2014, 2018)
- Lo Zecchino di Natale (Rai 1, 2015-2023)
- Le strenne de Lo Zecchino d'Oro (Rai 1 2018, 2023)
- Uno Zecchino nella calza (Rai 1, 2023)
- Il Concerto di Capodanno dei Bambini e delle Bambine (Rai 1, 2024)
- Zecchino d'Oro - La magia della vigilia (Rai 1, 2024)
- Zecchino d'Oro - La festa del Natale (Rai 1, 2024)

### Altre trasmissioni legate allo Zecchino d'Oro
- Selezioni per lo Zecchino D'Oro (Antennatre)
- Festa del Primo Giorno di Scuola (Programma Nazionale, 1965)
- La festa della mamma (Programma Nazionale, 1972-1975; Rete 1, 1976-1982; Rai 1, 1983-2005; Rai 2, 2006-2008; Rai YoYo, 2013, 2015-2017)
- Prima Elementare: noi siamo le colonne (Programma Nazionale, 1966-1967, 1969)
- Due nel sacco (Programma Nazionale, 1967)
- Cetrauguri '67 (Programma Nazionale, 1967)
- Fantasia di fine anno (Programma Nazionale, 1968)
- Piccolo Concerto (Programma Nazionale, 1968)
- Meno due (Programma Nazionale, 1969)
- Partita di Carnevale (Programma Nazionale, 1969)
- E adesso poveri scolari? (Programma Nazionale, 1970) – Speciale in occasione della fine delle scuole
- Che noia le vacanze! (Programma Nazionale, 1970)
- Marionette e burattini a convegno (Programma Nazionale, 1970)
- Il Pianeta Scuola (Programma Nazionale, 1970)
- I Remigini (Programma Nazionale, 1971)
- Liberi tutti (Programma Nazionale, 1971)
- Il sabato dello Zecchino (Rai 1, 1983-1991)
- Concerto di Primavera (Rai 1, 1990-2005; Rai 3, 2006-2008 col titolo È Pasqua che sorpresa)
- La Banda dello Zecchino (Rai 1, 1991-2001)
- Avventura estate (Rai 1, 1993)
- 44 gatti (Canale 5, 1993)
- Aspetta la Banda (Rai 1, 1995-1996)
- La festa dei nonni (Rai 1, 1995)
- Ciao Mariele (Rai 1, 1995)
- Serata Gemelli (Rai 1, 1997)
- Quaranta Zecchini d'Oro (Rai 1, 1997)
- Ma che Domenica! (Rai 1, 2002)
- Terraluna (Sat 2000, 2002-2006)
- Parolà (Sat 2000, 2005-2006)
- Gran galà dello Zecchino d'Oro (Rai 1, 2007)
- Arriva lo Zecchino (DeA Kids, 2010-2013)
- Zecchino show (DeA Kids, 2010)
- Zecchino D'Oro Show (DeA Kids, 2011-2012)
- I Nonni D'Oro Zecchino (Rai Yoyo, 2012)
- Aspettando lo Zecchino (Rai Yoyo, 2012)
- Uno zecchino per i nonni (DeA Junior, 2015; Rai YoYo, 2016-2017)
- Uno zecchino per papà (Rai YoYo, 2013, 2015-2017)
- Casa Zecchino (TV2000, 2013)
- Zecchino Family Show (DeA Junior, 2015)
- 60 Zecchini (Rai 1, 2017)
- Lo Zecchino siamo noi (Rai Yoyo, 2019-2021)
- Uno Zecchino per i Buffycats (RaiPlay, 2021)
- Canta con Nunù (DeA Junior, 2022)
- A Scuola di Italiano con lo Zecchino D'Oro (2022)
- Piccolo Coro in Cina (YouTube, 2025)

È inoltre stata creata una web radio, Radio Zecchino web, che trasmette tutti i brani delle edizioni dello Zecchino d'Oro.
Per alcune delle canzoni dello Zecchino d'Oro sono stati realizzati dei videoclip a cartone animato per la tv e l'home video (VHS e/o DVD): I cartoni dello Zecchino d'Oro. Il primo volume è uscito nel 2000, nel 2014 è uscito il decimo volume.
Nel 2018 è stato prodotto dalla Rainbow un cartone sui Quarantaquattro Gatti, chiamato appunto 44 gatti.
È stato inoltre prodotto un film tv I ragazzi dello Zecchino d'Oro, andato in onda domenica 3 novembre 2019, in prima visione su Rai 1.

## Ascolti
| Edizione | Anno | Stagione  | Telespettatori | Telespettatori  | Telespettatori  | Telespettatori  | Telespettatori  | Telespettatori | Share  | Share           | Share           | Share           | Share           | Share  |
| Edizione | Anno | Stagione  | I              | II              | III             | IV              | V               | Media          | I      | II              | III             | IV              | V               | Media  |
| -------- | ---- | --------- | -------------- | --------------- | --------------- | --------------- | --------------- | -------------- | ------ | --------------- | --------------- | --------------- | --------------- | ------ |
| 50ª      | 2007 | autunno   | 3 079 000      | 3 041 000       | 2 890 000       | N.D.            | N.D.            | 3 003 000      | 26,42% | 25,36%          | 23,17%          | N.D.            | N.D.            | 24,98% |
| 51ª      | 2008 | autunno   | 3 323 000      | 3 053 000       | 3 252 000       | N.D.            | 4 689 000       | 3 579 000      | 24,80% | 23,38%          | 24,46%          | N.D.            | 25,43%          | 24,51% |
| 52ª      | 2009 | autunno   | N.D.           | N.D.            | N.D.            | N.D.            | N.D.            | 2 652 000      | N.D.   | N.D.            | N.D.            | N.D.            | N.D.            | 22,03% |
| 53ª      | 2010 | autunno   | 2 601 000      | 2 364 000       | 2 370 000       | 2 340 000       | 3 657 000       | 2 668 000      | 19,08% | 17,86%          | 17,24%          | 18,69%          | 19,91%          | 18,47% |
| 54ª      | 2011 | autunno   | 2 772 000      | 2 501 000       | 2 391 000       | 2 497 000       | 3 251 000       | 2 682 000      | 21,54% | 18,74%          | 19,03%          | 19,12%          | 19,38%          | 19,56% |
| 55ª      | 2012 | autunno   | 2 548 000      | 2 322 000       | 2 269 000       | 2 250 000       | 3 365 000       | 2 550 000      | 19,18% | 17,64%          | 16,77%          | 17,41%          | 18,57%          | 17,91% |
| 56ª      | 2013 | autunno   | 2 549 000      | 2 221 000       | 2 237 000       | 2 361 000       | 2 886 000       | 2 451 000      | 17,44% | 16,35%          | 16,43%          | 16,98%          | 16,59%          | 16,76% |
| 57ª      | 2014 | autunno   | 2 065 000      | 1 982 000       | 1 843 000       | 1 979 000       | 2 707 000       | 2 111 000      | 15,52% | 14,35%          | 13,84%          | 14,95%          | 16,28%          | 14,97% |
| 58ª      | 2015 | autunno   | 2 058 000      | 1 704 000       | 1 788 000       | 1 810 000       | 2 633 000       | 1 999 000      | 14,92% | 12,66%          | 13,50%          | 13,59%          | 14,96%          | 13,93% |
| 59ª      | 2016 | autunno   | 1 671 000      | 1 242 000       | 1 523 000       | 1 945 000       | nessuna puntata | 1 595 000      | 11,60% | 9,60%           | 11,20%          | 13,10%          | nessuna puntata | 11,40% |
| 60ª      | 2017 | autunno   | 2 307 000      | 2 195 000       | 2 142 000       | 2 796 000       | nessuna puntata | 2 360 000      | 16,23% | 15,00%          | 14,90%          | 17,20%          | nessuna puntata | 15,83% |
| 61ª      | 2018 | autunno   | 1 876 000      | 1 764 000       | 1 742 000       | 2 089 000       | 3 669 000       | 2 228 000      | 13,77% | 18,89%          | 12,22%          | 13,30%          | 17,90%          | 14,02% |
| 62ª      | 2019 | autunno   | 1 938 000      | 1 836 000       | 1 868 000       | 2 482 000       | nessuna puntata | 2 031 000      | 14,97% | 14,60%          | 14,82%          | 12,42%          | nessuna puntata | 14,20% |
| 63ª      | 2021 | primavera | 2 381 000      | nessuna puntata | nessuna puntata | nessuna puntata | nessuna puntata | 2 381 000      | 18,00% | nessuna puntata | nessuna puntata | nessuna puntata | nessuna puntata | 18,00% |
| 64ª      | 2021 | autunno   | 1 909 000      | 1 757 000       | 3 052 000       | nessuna puntata | nessuna puntata | 2 239 000      | 14,37% | 12,46%          | 16,61%          | nessuna puntata | nessuna puntata | 14,48% |
| 65ª      | 2022 | inverno   | 1 809 000      | 1 728 000       | 2 009 000       | nessuna puntata | nessuna puntata | 1 849 000      | 17,10% | 16,40%          | 17,30%          | nessuna puntata | nessuna puntata | 16,93% |
| 66ª      | 2023 | autunno   | 1 700 000      | 1 474 000       | 2 509 000       | nessuna puntata | nessuna puntata | 1 894 000      | 15,00% | 12,30%          | 17,10%          | nessuna puntata | nessuna puntata | 14,80% |